# Даниловское городское поселение
Дани́ловское городско́е поселе́ние — муниципальное образование в Даниловском районе Волгоградской области России.
Административный центр — рабочий посёлок (посёлок городского типа) Даниловка.

## История
В соответствии с Законом Волгоградской области от 22 декабря 2004 года было образовано городское поселение рабочий посёлок Даниловка с единственным населённым пунктом в его составе.
В соответствии с Законом Волгоградской области от 04 апреля 2019 года городское поселение рабочий поселок Даниловка и Миусовское сельское поселение были объединены в новое муниципальное образование — Даниловское городское поселение.
Клад Степа́на Тимофе́евича Ра́зина ущелье, расположенное километрах в десяти-двенадцати от бывшей слободы Даниловки (ныне один из райцентров Волгоградской области) «Стенькина тюрьма», иначе называемая «Дурманом»… ок 1655 года

## Население
| 2009  | 2010  | 2012  | 2013  | 2014  | 2015  | 2016  |
| ----- | ----- | ----- | ----- | ----- | ----- | ----- |
| 5261  | ↗5317 | ↘5233 | ↘5110 | ↘5040 | ↘4930 | ↘4856 |
| 2017  | 2018  | 2019  | 2020  | 2021  |       |       |
| ↘4718 | ↘4648 | ↘4549 | ↗4730 | ↘4528 |       |       |

## Населённые пункты
В состав городского поселения входят 3 населённых пункта:
| № | Населённый пункт | Тип населённого пункта | Население |
| - | ---------------- | ---------------------- | --------- |
| 1 | Даниловка        | рабочий посёлок        | ↘4308     |
| 2 | Гончары          | хутор                  | 146       |
| 3 | Миусово          | село                   | 187       |

## Власть
В соответствии с Законом Волгоградской области от 18 ноября 2005 г. N 1120-ОД «Об установлении наименований органов местного самоуправления в Волгоградской области», для Городского поселения р. п. Даниловка установлены следующие наименования органов местного самоуправления:
представительный орган — Совет депутатов городского поселения р. п. Даниловка
численность — 10 депутатов
глава поселения — Глава городского поселения р. п. Даниловка
исполнительный орган — Администрация городского поселения р. п. Даниловка